# توماس هندرسون (فوتبال آمریکایی)
توماس هندرسون (متولد 1 مارس 1953)، با نام مستعار " هالیوود "، بازیکن سابق فوتبال حرفه ای آمریکایی است که در لیگ ملی فوتبال (NFL) برای تیم های دالاس کاوبویز ، سان فرانسیسکو فورتی ناینرز ، هیوستون اویلرز و میامی دلفینز به عنوان بازیکن پشتیبان خط دفاعی بازی میکرد .او در دانشگاه لنگستون فوتبال کالجی بازی می کرد.

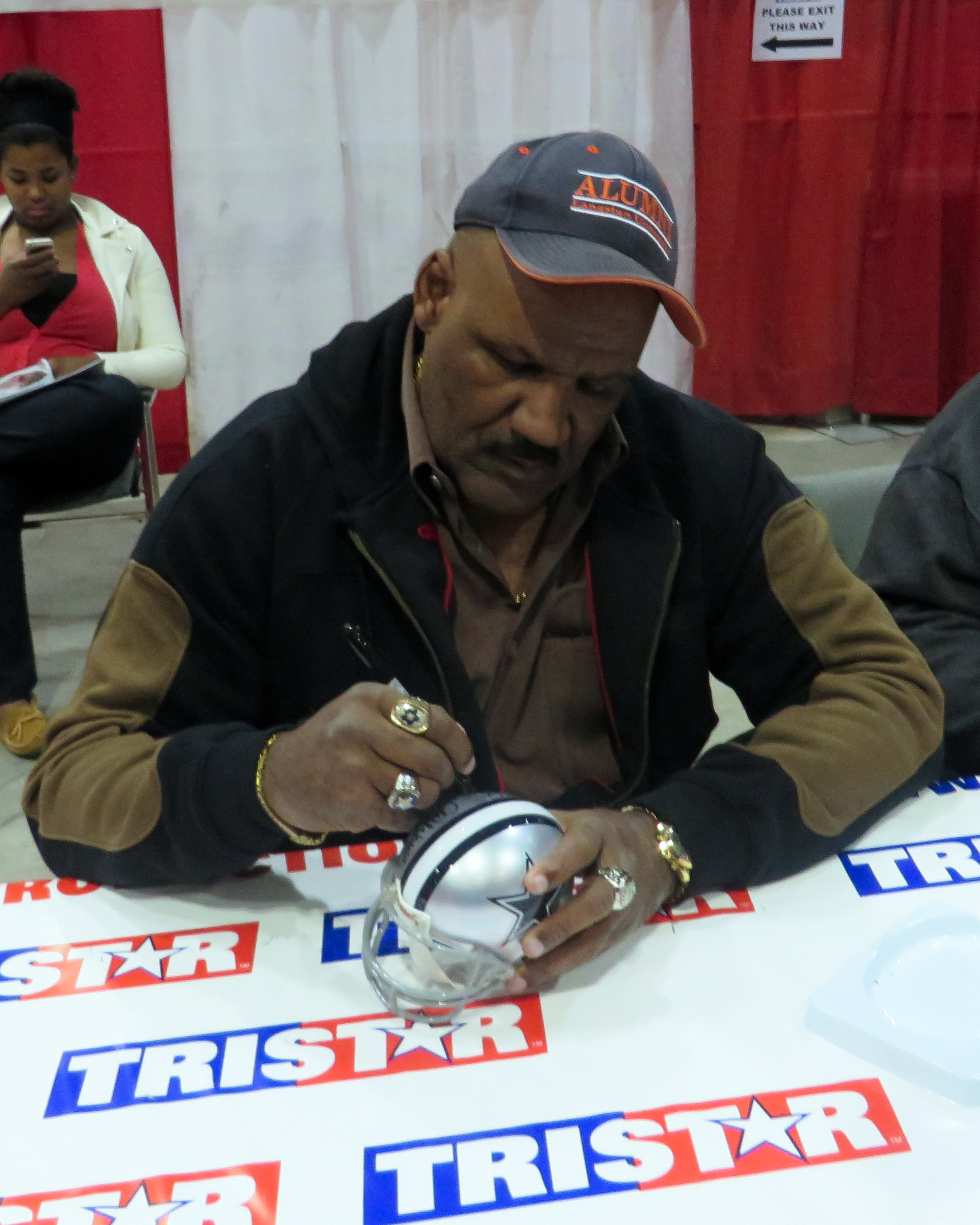
توماس هندرسون در سال 2014

### برنده شدن در بخت آزمایی تگزاس
توماس هندرسون در چهارشنبه 22 مارس سال 2000 بعد از بازی گلف در شهر آستین در راه بازگشت به خانه برای خرید داروی سرماخوردگی به داروخانه ای واقع در آستین تگزاس رفت و صد دلار را در همین داروخانه صرف خرید بلیط های بازی بخت آزمایی تگزاس کرد و یکی از بلیط هایی که او خریده بود برنده جایزه 28 میلیون دلاری شد.